# تاریخ مستعمراتی ایالات متحده

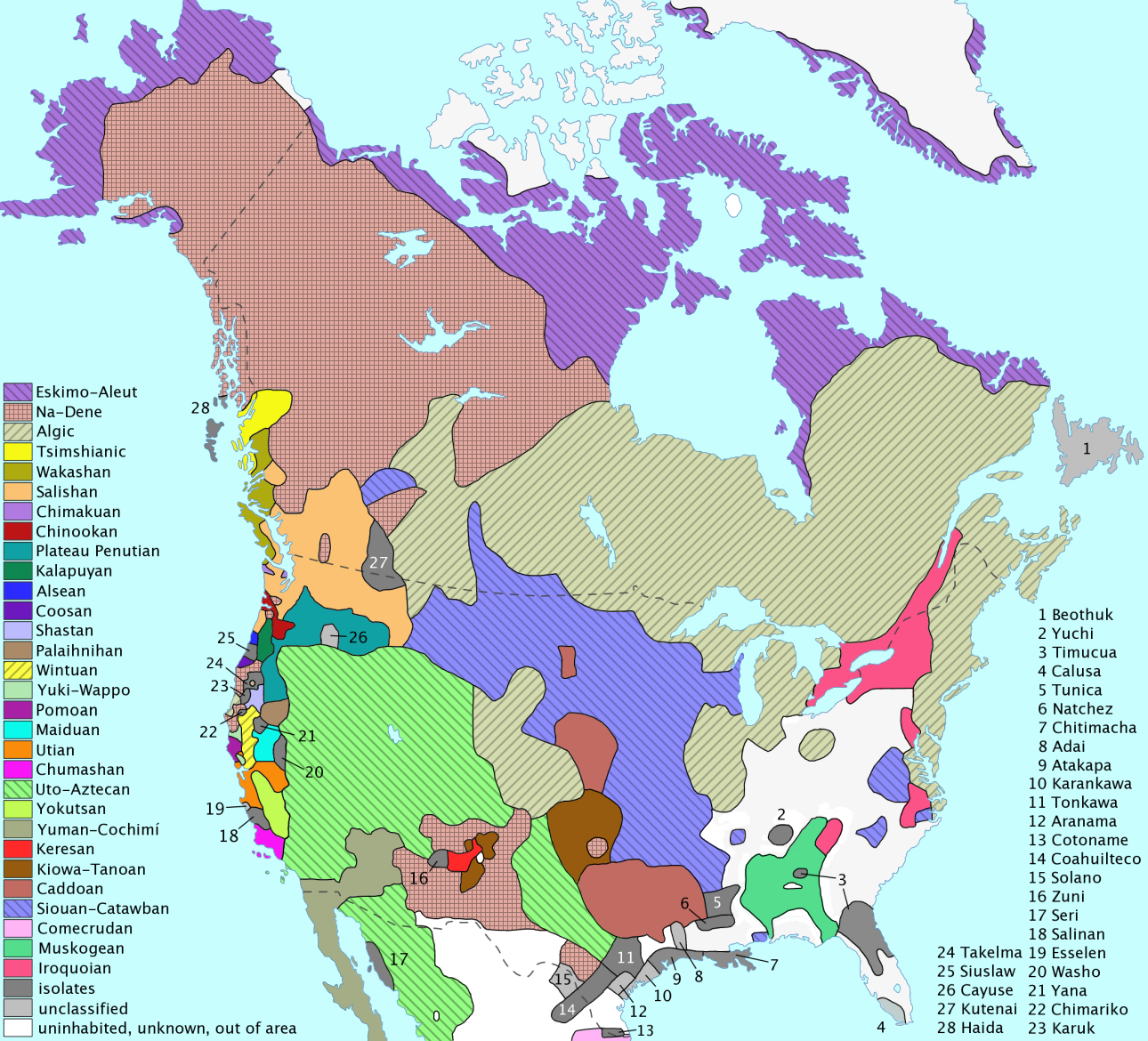
نقشه مستعمراتی آمریکا

تاریخِ مستعمراتیِ ایالات متحده بیانگر دورهٔ زمانی ساکن شدنِ اروپاییان و آغازِ استعمار آمریکا تا شکل گیری ایالات متحده یکپارچه است. در قرن شانزدهم، انگلستان، فرانسه، اسپانیا و هلند برنامه‌های استعماریِ خود را به‌طور عمده در شمالِ شرقِ آمریکا به اجرا در آوردند.